# Флаг Тенгинского сельского поселения (Туапсинский район)
Флаг муниципального образования Тенги́нское сельское поселение Туапсинского района Краснодарского края Российской Федерации — опознавательно-правовой знак, служащий официальным символом муниципального образования.
Флаг утверждён 27 апреля 2012 года решением Совета Тенгинского сельского поселения № 193 и внесён в Государственный геральдический регистр Российской Федерации с присвоением регистрационного номера 7665.

## Описание
«Прямоугольное полотнище с отношением ширины к длине 2:3, воспроизводящее композицию герба Тенгинского сельского поселения Туапсинского района в синем (голубом), зелёном и жёлтом цветах».
Геральдическое описание герба гласит: «В зелёном поле с золотой зубчатой главой, о двух полных и двух половинчатых зубцах и с пересечённой бегущей вправо волной на золото и лазурь оконечностью — сложенные накрест у основания, золотые пушечные стволы, поверх которых положен того же металла лапчатый с раздвоенными концами украшенными стилизованными трилистниками крест нижняя часть коего завершается стилизованной орнаментальной основой».

## Обоснование символики
Флаг языком символов и аллегорий отражает исторические, культурные и экономические особенности сельского поселения.
Тенгинское сельское поселение расположено в долине нижнего течения реки Шапсухо горной лесной зоны Западного Кавказа и на черноморском побережье. В состав сельского поселения входят два населённых пункта — село Тенгинка и посёлок Лермонтово.
Зелёная часть флага символизирует красоту окружающей природы — поросшие разнообразными деревьями и кустами горные склоны поселения, надежду, возрождение, молодость.
Зазубренная полоса аллегорически указывает на горные вершины, окружающие Тенгинское сельское поселение.
Волнистая жёлто-синяя полоса аллегорически указывает на курортную зону поселения расположенную на морском побережье.
Село Тенгинка основано в 1868 году под именем Армянское Шапсухо, одной из первых волн переселения амшенских армян, на землях Шапсугского берегового батальона (полка). В верховье села сохранилась полуразрушенная старая армянская церковь, а в самом селе действует новый, построенный в 2003 году, Храм Святого Успения. Изображение лапчатого с раздвоенными, украшенными стилизованными трилистниками, концами креста аллегорически указывает на армянские храмы, расположенные в поселении и на армянскую диаспору, представляющую большую часть жителей в поселении.
Изображение пушечных стволов, сложенных накрест, указывают на Тенгинский военный пост в устье реки Шапсухо, на берегу Тенгинской бухты, основанный в 1864 году Шапсугским отрядом, под командованием генерал-майора графа Сумарокова-Эльстона. Ныне на месте Тенгинского укрепления и Тенгинского поста расположен посёлок Лермонтово.
Пушечные стволы символизирует мужество и отвагу, проявленные русскими солдатами при защите береговой зоны.
Жёлтый цвет (золото) символизирует величие, богатство и процветание, прочность, а также говорит о верности, славе и заслугах жителей сельского поселения.